# Nassaulaan 43 (Baarn)
De villa aan de Nassaulaan 43 is een gemeentelijk monument in Baarn in de provincie Utrecht. De villa staat in de Transvaalwijk.
De villa werd tussen 1905-1910 gebouwd. Maar al in 1910 werden de gevels van het hoge gedeelte vergroot onder toezicht van architect Jac. G. Veldhuizen.
De villa is op de balustrade, kantelen en strekken na, voor het grootste deel bepleisterd. Opvallend zijn de schuine gemetselde kantelen met dakpannen op de dakrand.
Aan de linkerzijde van de asymmetrische gevel is een serre aangebouwd, rechts is een erker met balkon. In de linker zijgevel bevindt zich in een inpandig portiek de ingangsdeur. De asymmetrische boog van de portiek is kenmerkend voor de jugendstil.